# 最小最大值定理

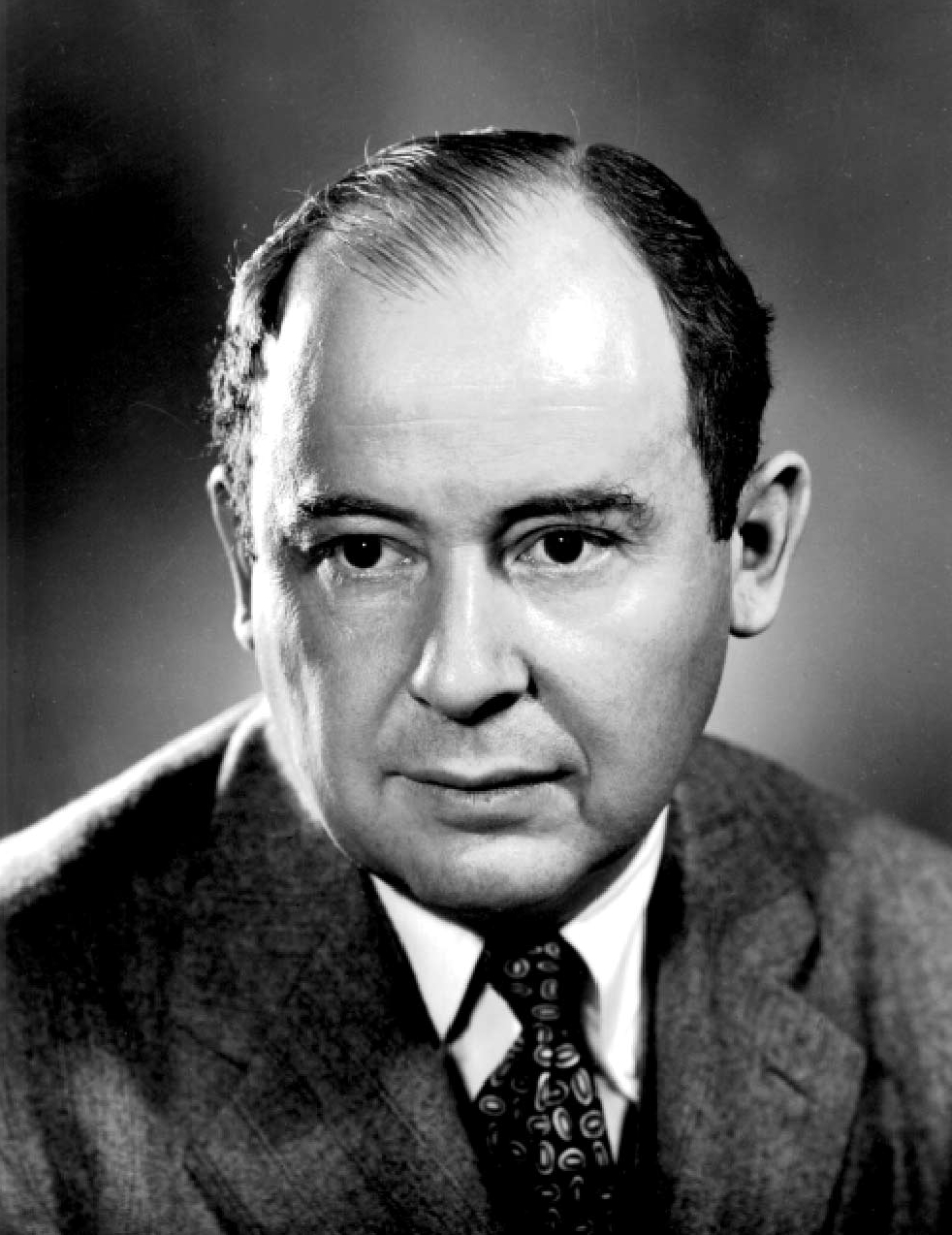
冯·诺伊曼，最小最大值定理的最初证明者

最小最大值定理也称博弈论基本定理，是一个关于最大最小不等式等号成立的条件的定理。该定理最先于1928年由冯·诺伊曼证明。

## 内容
该定理声称：若{\displaystyle X\subseteq \mathbb {R} ^{n}}，{\displaystyle Y\subseteq \mathbb {R} ^{m}}为紧致凸集。{\displaystyle f:X\times Y\rightarrow \mathbb {R} } 为连续的凸-凹函数（即{\displaystyle f(x,y)}关于{\displaystyle x}是凸函数，关于{\displaystyle y}是凹函数）。则：
{\displaystyle \max _{y\in Y}\min _{x\in X}f(x,y)=\min _{x\in X}\max _{y\in Y}f(x,y)}